# Craniospermum subfloccosum
Craniospermum subfloccosum là loài thực vật có hoa trong họ Mồ hôi. Loài này được Krylov mô tả khoa học đầu tiên năm 1903.